# Blason de Bordeaux
Le blason de Bordeaux, ou armoiries de Bordeaux, est une représentation figurée et symbolique, dont les éléments rappellent l’histoire de la ville de Bordeaux. Il est accompagné d'une devise, et a inspiré les petites armoiries qui servent aujourd'hui de logo à la ville.

## Histoire
Le premier blason connu de Bordeaux remonte à l'époque médiévale de Richard Cœur de Lion (Richard Ier d'Angleterre). Il arbore notamment les trois lions de la famille Plantagenêt, qui s'identifieront progressivement comme les armoiries de l'Angleterre.

Premières armoiries de Bordeaux sous Richard Ier d'Angleterre.

Par la suite, il va évoluer en fonction des régimes politiques (monarchie, empire) et des souveraintés.

Armoiries de Bordeaux avec le chef de France ancien.
Variante des armoiries de Robert Louis[1].
Armoiries en vigueur sous le 1er Empire[2].
Armoiries actuelles de Bordeaux avec ses ornements.

## Blasonnement

Écusson actuel de Bordeaux.

Dans le langage héraldique, on utilise un vocabulaire technique codifié pour décrire les blasons. Voici la description proposée en 1913 par Meaudre de Lapouyade :
« De gueules ; à la Grosse Cloche ouverte, ajourée et maçonnée de sable et sommée d’un léopard d’or ; à la mer d’azur, ondoyée de sable et d’argent, chargée d’un croissant aussi d’argent ; au chef d’azur, semé de France. »

### Description desmeublesde l'écu
- La « Grosse cloche » : représentation des tours de l'ancien hôtel de ville dont il reste aujourd'hui la Grosse cloche.
- Le « léopard » : en héraldique, le lion et le léopard désignent le même animal, à savoir le lion, mais avec une position de tête différente. Avec la tête de profil on le blasonne « lion » ; avec la tête de face on le blasonne « léopard ». Ici il s’agit du lion des Plantagenêts, devenus rois d’Angleterre. Pendant l'époque anglaise (1154-1453), le blason de Bordeaux comportait trois lions, qu’on retrouve encore aujourd’hui dans les armoiries anglaises. Avec la fin des possessions françaises du roi d'Angleterre, à la suite de la bataille de Castillon en 1453, seul un lion demeure.
- La « mer d’azur ondoyée de sable et d’argent » : représentation stylisée de la Garonne.
- Le « croissant » : allusion à la forme semi-circulaire du port de Bordeaux, raison pour laquelle on l’appelle le « Port de la lune » depuis le Moyen Âge.
- « Chef d’azur semé de France » : en haut du blason sont représentées les armoiries du roi de France. Cette partie a été ajoutée après la période anglaise, en remplacement de deux lions anglais.

### Description desornements extérieurs de l'écu

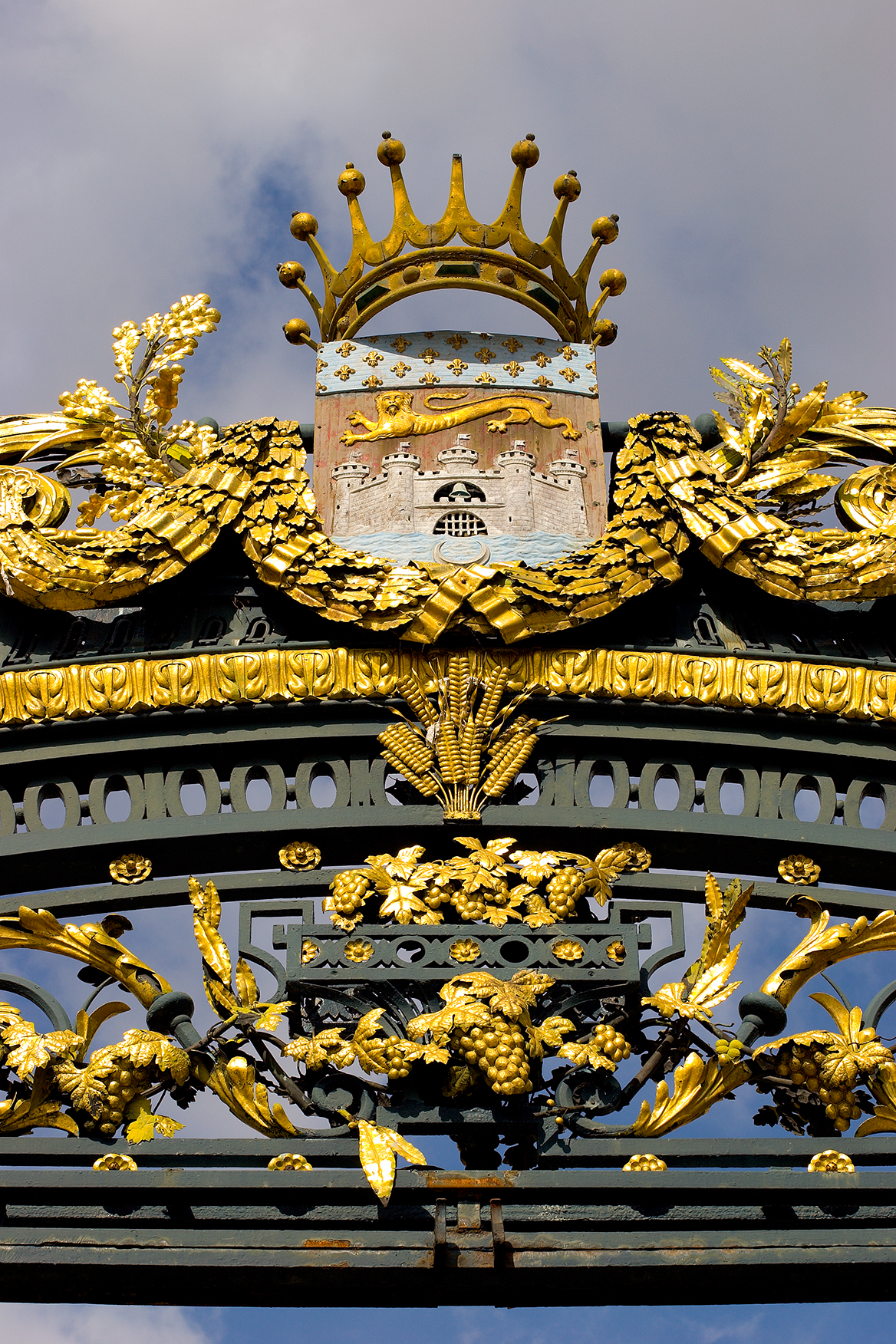
Couronne de la ville, jardin de l'hôtel de ville.

- Comme supports, deux antilopes blanches enchaînées et colletées d'une couronne fleurdelisée. Elles sont sans doute un rappel de la reconquête française sur l’occupation anglaise. Ainsi les couronnes aux fleurs de lys françaises tiennent fermement les antilopes anglaises[4].
- Pour couronne, Bordeaux a une couronne murale ajoutée au 19e siècle. Elle est le symbole traditionnel des communes et est utilisée pour signifier l'autonomie d'une ville libre. Avec cinq tours, cette couronne place Bordeaux au rang de capitale régionale. Originellement, Bordeaux portait une couronne comtale, comme le rappelle la grille du jardin de l'hôtel de ville, car la jurade de Bordeaux (conseil municipal, sous l'Ancien Régime) possédait le comté d'Ornon (comprenant approximativement les actuelles communes de Gradignan et de Villenave-d'Ornon) depuis le XVIe siècle. Ainsi la ville de Bordeaux était l'une des très rares collectivités locales, en France, qui « porte » un titre de noblesse remontant avant la Révolution française[5].

## Devise
« Lilia sola regunt lunam, undas, castra, leonem » qui se traduit en français par « Les lys règnent seuls sur la lune, les ondes, la forteresse et le lion »
La devise en latin de Bordeaux, qui est une lecture du blason de la ville, fait clairement allusion à la domination exclusive du roi de France sur la ville après l'époque anglaise qui dura près de trois siècles. Cette conquête est inscrite sur le blason par l’ajout des armes de France (fleurs de lys) au chef du blason de la ville.

## Logotype, «petites armoiries» et «chiffre» de Bordeaux

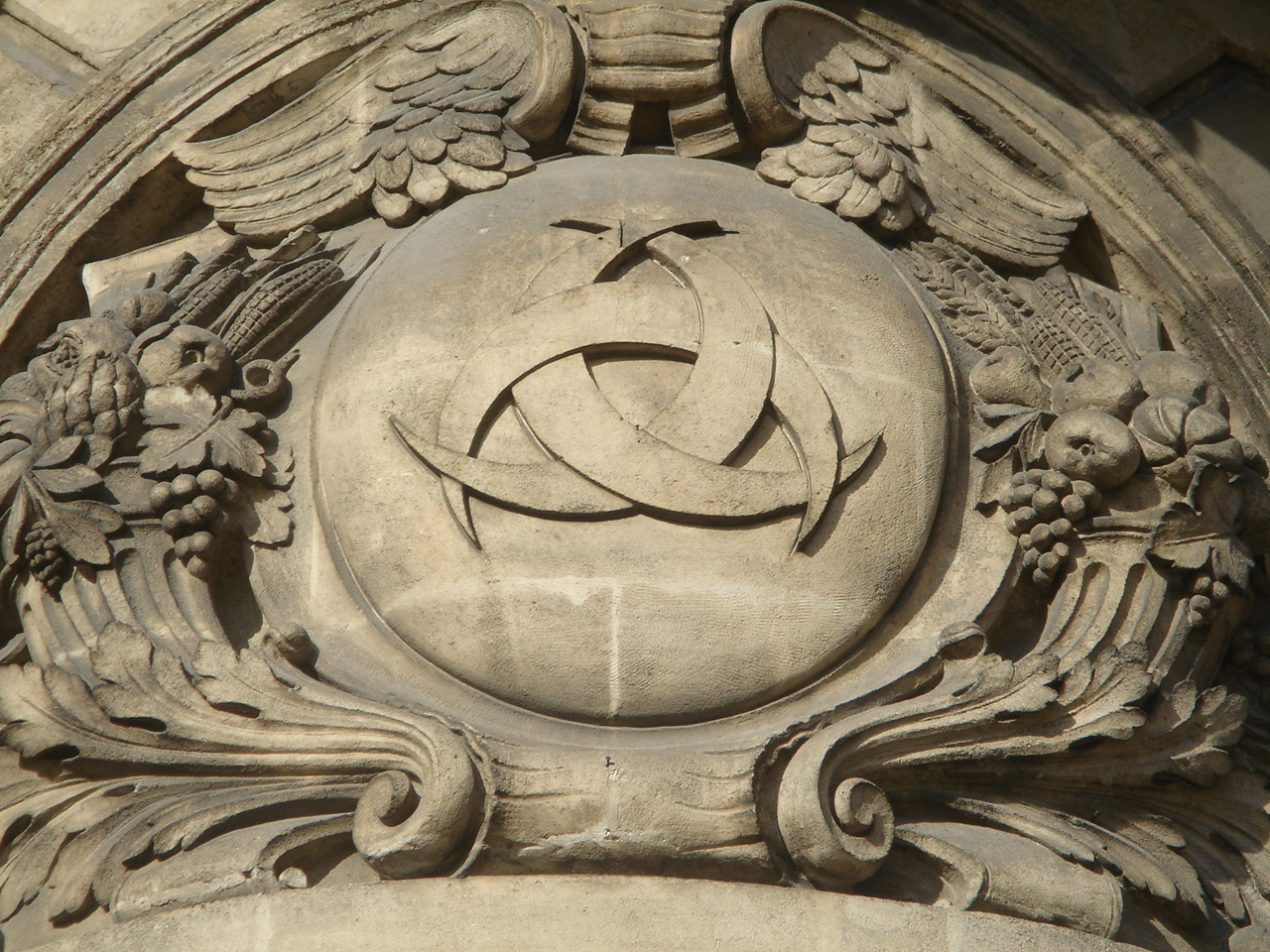
Chiffre de Bordeaux.

Logotype de la ville de Bordeaux.

Le « chiffre » de Bordeaux, appelé aussi « petites armoiries », est une représentation stylisée qui sert de signature modernisée, utilisée parfois à la place du blason. Il est formé de trois croissants de lune entrelacés. On ne le trouve pas avant le milieu du XVIIe siècle. Il figure, d’abord, sur le dos et les plats des reliures des livres de prix décernés par le collège de Guyenne, et orne, au XVIIIe siècle, le fronton de la fontaine Saint-Projet (1715), puis la fontaine de la Grave (1788). Ensuite il sera représenté sur nombre de monuments et le mobilier urbain. Ce chiffre est aujourd’hui le symbole utilisé pour le logo de la ville.
En ce qui concerne l’origine et le sens de ce symbole, les versions sont nombreuses. Pour d’aucuns, les trois croissants représentent les trois courbes de la Garonne dans l'agglomération, ou encore la réunion de la Garonne, la Dordogne et la Gironde. Pour d’autres, ils proviendraient des armes de Diane de Poitiers ou encore du roi de France Henri II.
Plus probablement, ces croissants ont pour origine celui qui figure seul sur les armes de la ville et qui représente le Port de la lune. Quant au nombre de trois, selon l’ancien maire de Bordeaux Adrien Bayssellance, il s’agit plus vraisemblablement d’une coïncidence. Le croissant unique formait à lui tout seul un motif de décoration trop maigre et l’on a remédié à cet inconvénient par l’entrelacement de trois pour gagner en équilibre esthétique.